# Leopold Gruber (Politiker)
Leopold Gruber (* 21. August 1885 in Andorf, Oberösterreich; † 7. Mai 1970 in Schärding, Oberösterreich) war ein österreichischer Bauer, Volksbildner und Politiker.

## Leben
Der Bauernsohn Gruber nahm am Ersten Weltkrieg teil, wurde schwer verwundet und erhielt die Silberne Tapferkeitsmedaille. Im Jahre 1919 heiratete er, doch seine Frau starb noch im gleichen Jahr. Er war ein rühriger Volksbildner, beherrschte mehrere Musikinstrumente und war vor allem in der Musikerziehung intensiv tätig. Seine größere Bedeutung lag jedoch auf dichterischem Gebiet; er besang vor allem die Schönheiten seiner engeren Heimat.
Von 1931 bis 1934 war er für den Landbund Abgeordneter des Landtages. Von 1938 bis 1945 war Gruber Büroleiter in der Kreisbauernschaft Schärding, anschließend ohne Existenzgrundlage, bis er bei einer Versicherung angestellt wurde.